# Domninus van Digne

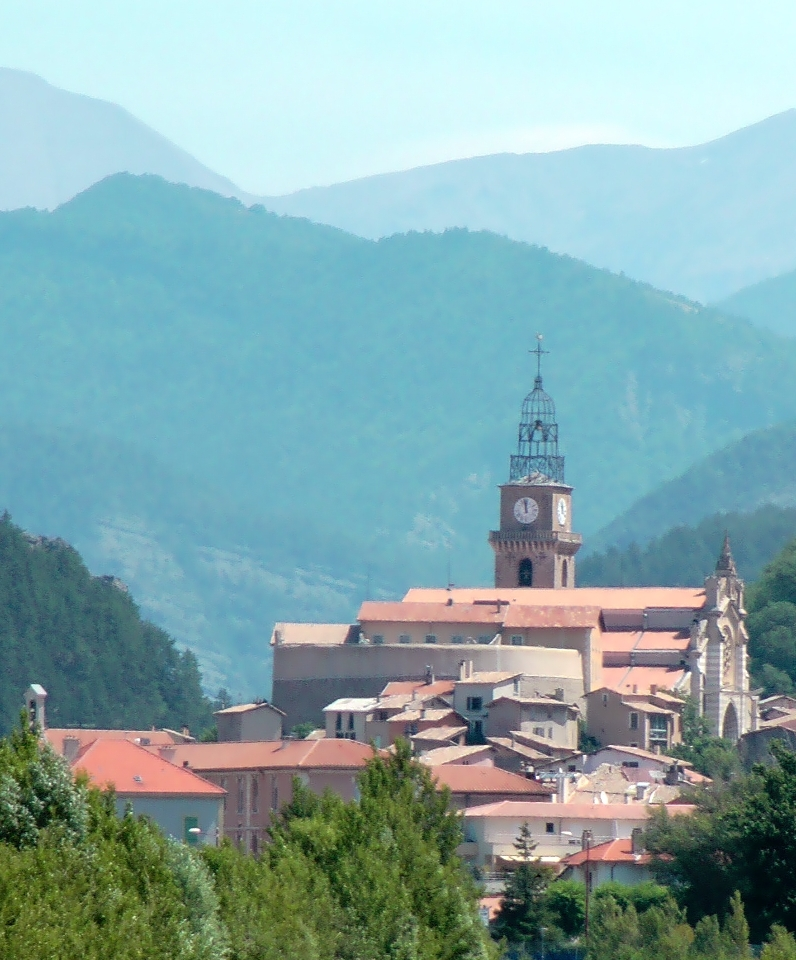
Zicht op Digne-les-Bains

Domninus van Digne (4e eeuw) was een heilige van Noord-Afrikaanse geboorte die kerstende in de Provence, meer bepaald in de Romeinse provincie Alpes Maritimae. Volgens traditie was hij de eerste bisschop van Digne.
Na het Edict van Milaan (313) werd het christendom niet meer vervolgd in het Romeinse Keizerrijk. De stroming van het donatisme wenste geen afvallige christenen uit de tijd van de christenvervolgingen terug op te nemen in de kerk. Keizer Constantijn riep in Arles een concilie samen over het donatisme, wat een probleem was in de Romeinse provincie Africa. Domninus trok met andere Noord-Afrikaanse geestelijken, via Cimiez, hoofdplaats van de provincie Alpes Maritimae, naar Arles. Eusebius van Vercelli wijdde het hele gezelschap tot bisschop met de opdracht hogerop in de Alpen te trekken en de hele Alpes Maritimae te kerstenen. Zo trok Domninus naar Digne waar hij kennelijk de eerste bisschop werd, zoals de Franse filosoof Gassendi schreef.